# 图雷特
图雷特（法語：Tourrettes，法語發音：[tuʁɛt]）是法国普罗旺斯-阿尔卑斯-蓝色海岸大区瓦尔省的一个市镇，位于该省东部偏北，属于德拉吉尼昂区。

## 地理
图雷特（43°37'24"N, 6°42'8"E）面积33.99 平方千米，位于法国普罗旺斯-阿尔卑斯-蓝色海岸大区瓦尔省，该省份为法国东南部沿海省份，北起上普罗旺斯阿尔卑斯省，西北角与沃克吕兹省接壤，西接罗讷河口省，南濒地中海，东临滨海阿尔卑斯省。
与图雷特接壤的市镇（或旧市镇、城区）包括：巴尼奥勒昂福雷、卡利扬、法扬斯、蒙斯、圣保罗昂福雷。

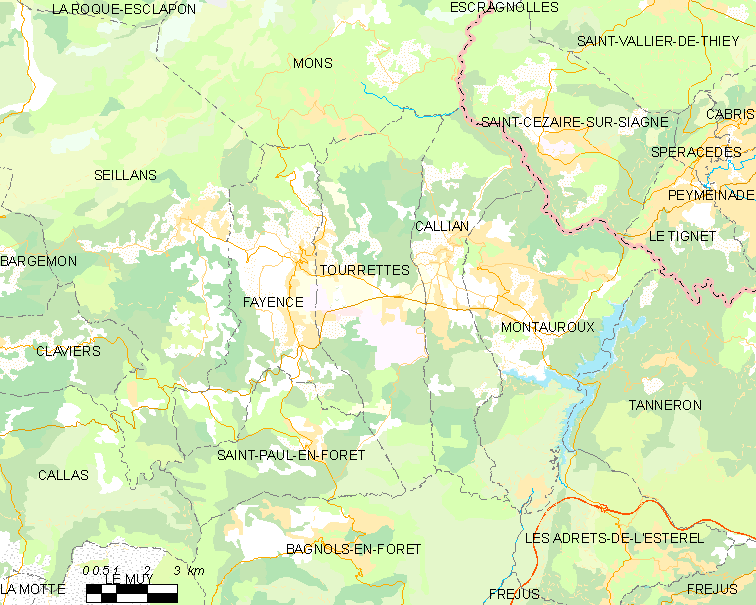
图雷特的OSM定位图

图雷特的时区为UTC+01:00、UTC+02:00（夏令时）。

## 行政
图雷特的邮政编码为83440，INSEE市镇编码为83138。

## 政治
图雷特所属的省级选区为阿尔让河畔罗克布吕讷县。

## 人口

1962-2008年间图雷特人口变化图示

图雷特于2022年1月1日时的人口数量为2920人。